# Кралство Бургундия
Вижте пояснителната страница за други значения на Бургундия.
Второто Кралство Бургундия (Арелат, 933 – 1378) (на френски: Royaume de Bourgogne; Arelat) е средновековна държава, съществувала през 10 – 14 век на територията на съвременна Югоизточна Франция (области Прованс, Дофин, Савоя, Франш Конте) и Западна Швейцария.

## История
Възниква след обединението през 933 г. на херцогствата Горна и Долна Бургундия. През 1032 – 1034 г. кралството влиза в състава на Свещената Римска империя.
По латинското назване на неговата столица – Арл, Бургундското кралство също е известно под името кралство Арелат или Арелатско кралство.
Съвременната историческа област и регион Бургундия никога не е влизала в състава на Бургундското кралство, остава херцогство под управлението на кралете на Франция.

## Списък на кралете на Бургундия

### Каролинги
- 855 – 869: Лотар II, крал на Лотарингия
- 855 – 863: Карл, крал на Прованс
- 863 – 875: Лудвиг II, император на Запада
- 875 – 877: Карл II Плешиви, император на Запада
- 877 – 879: Лудвиг II Заекващия, крал на Франция

### Крале на Долна Бургундия
- 879 – 887: Бозон Виенски, крал на Долна Бургундия
- 887 – 928: Лудвиг III Слепи, крал на Долна Бургундия, император на Запада
- 928 – 933: Хуго I Арлски, крал на Италия

### Крале на Горна Бургундия
- 888 – 912: Рудолф I, крал на Горна Бургундия
- 912 – 937: Рудолф II, крал на Горна Бургундия, 933 г. – крал на Долна Бургундия

### Крале на Бургундия (Арелат)
- 933 – 937: Рудолф II, крал на Бургундия
- 937 – 993: Конрад I, крал на Бургундия
- 993 – 1032: Рудолф III, крал на Бургундия.
- 1034: влизане на Бургундия в състава на Свещената Римска империя.